# Кынев, Александр Владимирович
Алекса́ндр Влади́мирович Кы́нев (род. 31 января 1975, Тракт, Княжпогостский район, Коми АССР) — российский политолог, специалист по региональным политическим процессам России и стран СНГ, исследователь политических партий, выборов, партийных и избирательных систем, политический консультант, общественный деятель. Кандидат политических наук. Член совета фонда «Либеральная миссия». Доцент Высшей школы экономики (2008—2010, 2012—2019). Руководитель аналитического отдела Ассоциации в защиту прав избирателей «Голос» (2006—2012). Эксперт Комитета гражданских инициатив (2012—2018).

## Биография
Родился 31 января 1975 года в поселке Тракт Княжпогостского района Коми АССР. Мать из семьи архангельских поморов, отец — коми.
В 1982 году вместе с семьей переехал в Ухту. В 1992 году окончил там среднюю школу № 18. В 1990 году вышел из комсомола, в 1990—1992 годах активно участвовал в городском демократическом движении.
В 1997 году окончил с отличием отделение политологии философского факультета МГУ имени М. В. Ломоносова (специальность «Политолог. Преподаватель политических наук»). В 2002 году там же защитил диссертацию на соискание учёной степени кандидата политических наук по теме «Институт президента в странах Центральной и Восточной Европы. Сравнительный анализ» (специальность 23.00.02 — Политические институты, процессы и технологии).
В 2007—2022 годах выступал на радио «Эхо Москвы» в качестве приглашённого эксперта.

### Деятельность в политике и политическом консультировании
С середины 1990-х гг. — эксперт Института гуманитарно-политических исследований (ИГПИ).
С 1995 года работал как политический консультант и политтехнолог. В 1996—2000 годах работал в центральном аппарате Объединения «Яблоко» и Аппарате Государственной думы РФ. В Объединении «Яблоко» — сначала как эксперт, затем как главный эксперт по работе с региональными организациями — координатор регионального отдела.
На выборах в Государственную Думу 1999 года был включен в федеральный список кандидатов Объединения «Яблоко» в составе одной из региональных групп, в итоге не был избран из-за периферийной позиции в списке.
В начале осени 2000 года вместе с другими членами команды В. Игрунова оставил работу в аппарате Объединения «Яблоко», а 14 октября 2001 года заявил о выходе из «Яблока».
В 2002—2007 годах входил в состав Центрального совета и Бюро Центрального совета партии «Союз людей за образование и науку» (СЛОН). На выборах в Государственную думу 2003 года входил под №10 в федеральную часть списка кандидатов партии «СЛОН», которая в результате набрала менее 5% голосов и таким образом не получила ни одного депутатского места.

### Научная и экспертная деятельность
В 2000—2007 годах — эксперт Международного института гуманитарно-политических исследований (МИГПИ).  
С 2004 по 2012 год был руководителем региональных программ Фонда развития информационной политики (ФРИП).
В 2008—2010 годах и с 2012 по 2019 год — доцент Высшей школы экономики, где работал на Факультете прикладной политологии (в 2014 году реорганизован в Департамент политической науки Факультета социальных наук), преподавал такие курсы, как «Теория и практика электоральной инженерии», «Политические режимы и избирательные кампании в регионах РФ», «Отношение центра и регионов в РФ и региональные политические режимы», «Алгоритм проведения политанализа: проблематизация, расстановка сил, разработка сценариев», «Анализ эффективности политических кампаний» и другие. 
В 2006—2012 годах являлся руководителем аналитического отдела Ассоциации в защиту прав избирателей «Голос», выступал автором аналитических и экспертных докладов «Голоса» по результатам наблюдения за ходом избирательных кампаний, был одним из разработчиков проекта Избирательного кодекса РФ. С 2006 по 2012 год — автор и редактор проекта по ежемесячному мониторингу политического развития российских регионов «Региональный мониторинг» в Московском центре Карнеги. С 2012 года по 2018 год — эксперт Комитета гражданских инициатив, координатор проекта по мониторингу выборов КГИ. С 2018 года сотрудничает с фондом «Либеральная миссия», позднее стал членом совета фонда.
В разное время в качестве политического консультанта и аналитика, специалиста по политическим партиям, выборам, политическому развитию российских регионов участвовал в различных избирательных и исследовательских проектах, в том числе сотрудничал с Московским центром Карнеги, Центром политических технологий, Институтом развития избирательных систем (ИРИС), Институтом современного развития (ИНСОР), Фондом развития информационной политики (ФРИП), Фондом ИНДЕМ, Экспертным институтом РСПП.
В 2017—2020 годах — член Экспертно-консультационной группы при Председателе Центральной избирательной комиссии Российской Федерации. В 2018—2020 годах — член Научно-экспертного совета при Центральной избирательной комиссии Российской Федерации.
Автор и соавтор ряда книг, нескольких сотен научных и научно-публицистических статей в печатных и сетевых СМИ. Комментарии и интервью Кынева по различным событиям российской политики регулярно публиковались в ведущих российских СМИ.
Индекс Хирша в РИНЦ равен 17.

## Премии и награды
В 2024 году книга Кынева «Кто и как управляет регионами России. Система управления и административная устойчивость власти российских регионов» стала финалистом (вошла в шорт-лист) премии «Просветитель» в номинации «ПолитПросвет» за лучшую книгу о текущем общественно-политическом процессе.

## Публикации
- Глубоцкий А. Ю., Кынев А. В. Партийная составляющая законодательных собраний российских регионов. — ПОЛИС. 2003. № 6. С. 71—87.
- Иванченко А. В., Кынев А. В., Любарев А. Е. Пропорциональная избирательная система в России: история, современное состояние, перспективы. — М.: Аспект Пресс, 2005. — 333 с. — ISBN 5-7567-0404-3
- Кынев А. В. Политические партии в российских регионах: взгляд через призму региональной избирательной реформы. — ПОЛИС. 2006. № 6. С. 145—160.
- Любарев А. Е., Бузин А. Ю., Кынев А. В. Мертвые души. Методы фальсификации итогов голосования и борьба с ними. М., 2007. ISBN 978-5-8125-10-31-2
- Кынев А. В. Выборы парламентов российских регионов, 2003—2009: первый цикл внедрения пропорциональной избирательной системы. — М.: Панорама, 2009. — 515 с.: табл. — ISBN 978-5-94420-036-5
- Кынев А. В., Любарев А. Е. Партии и выборы в современной России: эволюция и деволюция. / Фонд «Либеральная миссия». — М.: Новое литературное обозрение, 2011. — 786 с. — ISBN 978-5-86793-848-2
- Кынев А. В. Выборы региональных парламентов в России 2009—2013. От партизации к персонализации. — М.: Центр «Панорама», 2014. — 727 с.: табл.
- Кынев А., Любарев А., Максимов А. Региональные и местные выборы 8 сентября 2013 года: тенденции, проблемы и технологии. М.: Фонд «Либеральная миссия», 2014. ISBN 978-5-903135-48-6
- Кынев А., Любарев А., Максимов А. Региональные и местные выборы 2014 года в России в условиях новых ограничений конкуренции. М.: Фонд «Либеральная миссия», 2015. ISBN 978-5-903135-53-0
- Кынев А., Любарев А., Максимов А. На подступах к федеральным выборам — 2016: Региональные и местные выборы 13 сентября 2015 года. М.: Фонд «Либеральная миссия», 2015. ISBN 978-5-903135-56-1
- Кынев А., Любарев А., Максимов А. Как выбирала Россия — 2016. Результаты мониторинга избирательного процесса. М.: Фонд «Либеральная миссия», 2017. ISBN 978-5-903135-62-2
- Кынев А., Любарев А., Максимов А. Российские выборы-2017: преемственность и изменение практик между двумя федеральными кампаниями. М.: Фонд «Либеральная миссия», 2018. ISBN 978-5-903135-65-3
- Кынев А., Любарев А., Максимов А. Региональные и местные выборы в России осени 2018 года: электоральные перемены на фоне социальных реформ. М.: Фонд «Либеральная миссия», 2019. ISBN 978-5-903135-68-4
- Кынев А. В. Губернаторы в России: между выборами и назначениями. М.: Фонд «Либеральная миссия», 2020. ISBN 978-5-903135-68-4
- Кынев А. В. Выборы региональных парламентов в России 2014—2020: Новая департизация и Управляемая партийность 2.0. М.: Фонд «Либеральная миссия», 2021. ISBN 978-5-903135-78-3
- Кынев А. В., Любарев А. Е. Партии и выборы в России 2008—2022. История заката. — М.: Новое литературное обозрение, 2024. — 488 с. ISBN 978-5-4448-2245-6
- Кынев А. В. Кто и как управляет регионами России. Система управления и административная устойчивость власти российских регионов. — М.: Рутения, 2024. — 656 с. ISBN 978-5-907876-01-9